# Railroad Tycoon
Railroad Tycoon est une série de jeux vidéo de gestion d'entreprise ferroviaire.

## Liste des jeux
- Sid Meier's Railroad Tycoon (1990)
- Railroad Tycoon Deluxe (1993)
- Railroad Tycoon II (1998)
- Railroad Tycoon II: Second Century
- Railroad Tycoon 3 (2003)
- Railroad Tycoon 3: Coast to Coast (2004)
- Sid Meier's Railroads! (2006)